# Ivo Josipović
Ivo Josipović [iʋɔːjɔsiːpoʋitɕ] (sinh ngày 28 tháng 8 năm 1957) là Tổng thống thứ ba của Croatia. Ông cũng đã từng làm giáo sư đại học, chuyên gia về pháp lý, nhạc sĩ, nhà soạn nhạc. Ông đại biểu Quốc hội Croatia với tư cách là đảng viên  Đảng Dân chủ xã hội Croatia (SDP).
Vào ngày 27 tháng 12 năm 2009, Josipović thắng 11 đối thủ của ông nhờ hơn số phiếu (giành tổng cộng 32,4% tổng số phiếu). Tuy nhiên, khi ấy ông vẫn không giành được đa số tuyệt đối cần thiết để đảm bảo thắng lợi thật sự. Ngày 10 tháng 1 năm 2010, ông phải ganh đua với các ứng cử viên độc lập Milan Bandić trong vòng hai. Bandić đã giành được 14,8% số phiếu trong vòng đầu, đứng thứ hai trong số các ứng cử viên.
Ivo Josipović đang từ chỗ hầu như không được công chúng tại Croatia biết tới đã giành được nhiều phiếu nhất trong cuộc bầu cử. Ông vận động cho Nova Pravednost (Tư pháp Mới), kêu gọi xây dựng một khuôn khổ xã hội và pháp lý mới để giải quyết các bất công xã hội sâu sắc, tham nhũng và tội phạm có tổ chức mà đất nước hiện đang phải gánh chịu. Điều này bao gồm việc bảo vệ quyền cá nhân và xúc tiến các giá trị cơ bản như bình đẳng, nhân quyền, công lý, siêng năng, xã hội, đồng cảm và sáng tạo.
Ông kết hôn với Tatjana, một giáo sư luật dân sự và chuyên gia pháp lý. Họ có một con gái, Lana (sinh 1991).